# Texcoco
Texcoco (Tetzcohco in lingua nahuatl) è un comune e la città dello Stato del Messico.
Si trova a circa 2.250 metri sul livello del mare e fu originariamente fondata sulla riva orientale del Lago Texcoco.

## Storia
Ai tempi della conquista spagnola era una delle maggiori città dell'America Centrale, seconda sola a Tenochtitlán, con una popolazione di circa 24.000 unità, e assieme a Tlacopán e Tenochtitlán formava una triplice alleanza.